# Egosintónico y egodistónico
Egosintónico es un término psicológico que se refiere a los comportamientos, valores y sentimientos que están en armonía o son aceptables para las necesidades y objetivos del ego o yo, y son coherentes con los ideales de su autoimagen (por ejemplo, impulsos).
Egodistónico por el contrario, se refiere a los pensamientos, valores, sentimientos y conductas (por ejemplo, sueños, compulsiones, deseos, etc.) que están en conflicto o que son disonantes con las necesidades y objetivos del ego, o en conflicto con los ideales de su autoimagen ("en cierta literatura se utiliza el término "alienación del yo").

## Etimología
"Egosintótico" y "Egodistónico" vienen de las palabras inglesas "egosyntonic" y "egodystonic", respectivamente. A su vez, dichas palabras son neologismos formados a partir de la palabra latina “ego" que significa “yo”, y del griego “dys” que quiere decir “dificultad”, del griego “syn” cuyo significado es “con”, y del griego “tono” que significa “tensión”.

## Aplicabilidad
Muchos trastornos de personalidad se consideran egosintónicos y, por lo tanto, difíciles de tratar. El trastorno de anorexia nerviosa, un trastorno del Eje I, también se considera egosintónico porque muchos de quienes lo padecen niegan tener un problema. Por el contrario, el trastorno obsesivo-compulsivo es considerado egodistónico, pues los pensamientos y compulsiones experimentadas o expresadas no son coherentes con la autopercepción de la persona, es decir, el paciente se da cuenta de que las obsesiones y compulsiones no son racionales.
Los conceptos egosintónico y egodistónico se estudian con detalle en la psicopatología, mientras que la idea de la egosintonía juega un papel importante en el psicoanálisis, dentro de la psicología del yo.